# Cavendishia compacta
Cavendishia compacta är en ljungväxtart som beskrevs av A. C. Smith. Cavendishia compacta ingår i släktet Cavendishia och familjen ljungväxter. Inga underarter finns listade i Catalogue of Life.